# Alena Ledeneva
Alena Valeryevna Ledeneva (ros. Алёна Валерьевна Леденёва; ur. 1964 w Nowosybirsku) – brytyjska profesorka nauk społecznych i politycznych pochodzenia rosyjskiego, wykładowczyni School of Slavonic and East European Studies (SSEES), University College London (UCL). Specjalizuje się w badaniach nad błatem (kumoterstwem), korupcją i nieformalnymi praktykami.

## Kariera
Ledeneva studiowała ekonomię na Nowosybirskim Uniwersytecie Państwowym (1986) oraz teorię społeczną i polityczną na Uniwersytecie w Cambridge (Newnham College, M.Phil. 1992; doktorat 1996). Była post-doktorantką w New Hall College w Cambridge (1996–1999); starszą stypendystką w Davis Center na Uniwersytecie Harvarda (2005); profesorką Simona na Uniwersytecie w Manchesterze (2006), profesorką wizytującą w Sciences Po w Paryżu (2010) oraz profesorką wizytującą w Instytucie Studiów Zaawansowanych w Paryżu (2013–2014). Ledeneva przewodzi filarowi UCL w projekcie badawczym, finansowanym w ramach Siódmego Programu Ramowego Komisji Europejskiej – Anticorruption Policies Revisited: Global Trends and European Responses to the Challenge of Corruption (ANTICORRP). W latach 2005–2007 była członkinią klubu Wałdajskiego.

## Badania
Przedmiot jej badań obejmuje takie zagadnienia jak: nieformalność, kapitał społeczny, konsumpcja, rynki pracy, przedsiębiorczość, zaufanie, mobilność i migracje, niedobory, barter, strategie przetrwania, alternatywne waluty, szara strefa, gospodarki redystrybucji i przekazów pieniężnych, demokracji.
Badania Ledenevej na temat systemowej korupcji w polityce rosyjskiej zostały omówione w związku z ingerencją Rosji w politykę innych państw, zwłaszcza podczas wyborów prezydenckich w USA w 2016.

## Sztuka
Pierwsza wystawa indywidualna – The System Made Me Do It – odbyła się w 2024 roku. 

## Wybrane publikacje
- Russia’s Economy of Favours (Cambridge University Press, 1998)
- How Russia Really Works (Cornell University Press, 2006)
- Can Russia Modernise? Sistema, Power Networks and Informal Governance (Cambridge University Press, 2013)
- The Global Encyclopaedia of Informality, Volume 1 (Open access) (UCL Press, 2018)
- The Global Encyclopaedia of Informality, Volume 2 (Open access) (UCL Press, 2018)
- The Global Encyclopaedia of Informality, Volume 3 (Open access) (UCL Press, 2024)